# Brandal
Brandal is een dorp in Hareid gemeente in de provincie Møre og Romsdal, Noorwegen. Het is gelegen aan de oostelijke oever van het eiland Hareidlandet, langs de Sulafjorden. Het dorp ligt op ongeveer 3,5 kilometer ten noorden van het gemeentelijke centrum van Hareid en ongeveer 15 kilometer ten noordoosten van de stad Ulsteinvik. Het dorp is 0,39 vierkante kilometer groot en het heeft een bevolking van 346 mensen, waardoor het dorp een bevolkingsdichtheid heeft van 1.153 inwoners per vierkante kilometer.

## Jacht op zeehonden
Brandal was historisch gezien bekend als de thuisbasis van zeehond jagers, die jaarlijkse jachtreizen maakten naar de Witte Zee van 1898 tot 1939, daarnaar gingen ze naar West Ice en Newfoundland vanaf 1939 tot 1982. Een pionier in de jacht op zeehonden was kapitein en reder Peter S. Brandal. Het Museum Aarvak (opgericht in 1981) ligt in Brandal. Op grond van het museum staat het monument 'Ishavskjerringa', gemaakt door Bjørn Tore Skjølsvik het monument werd op 18 juni 2005 onthuld.

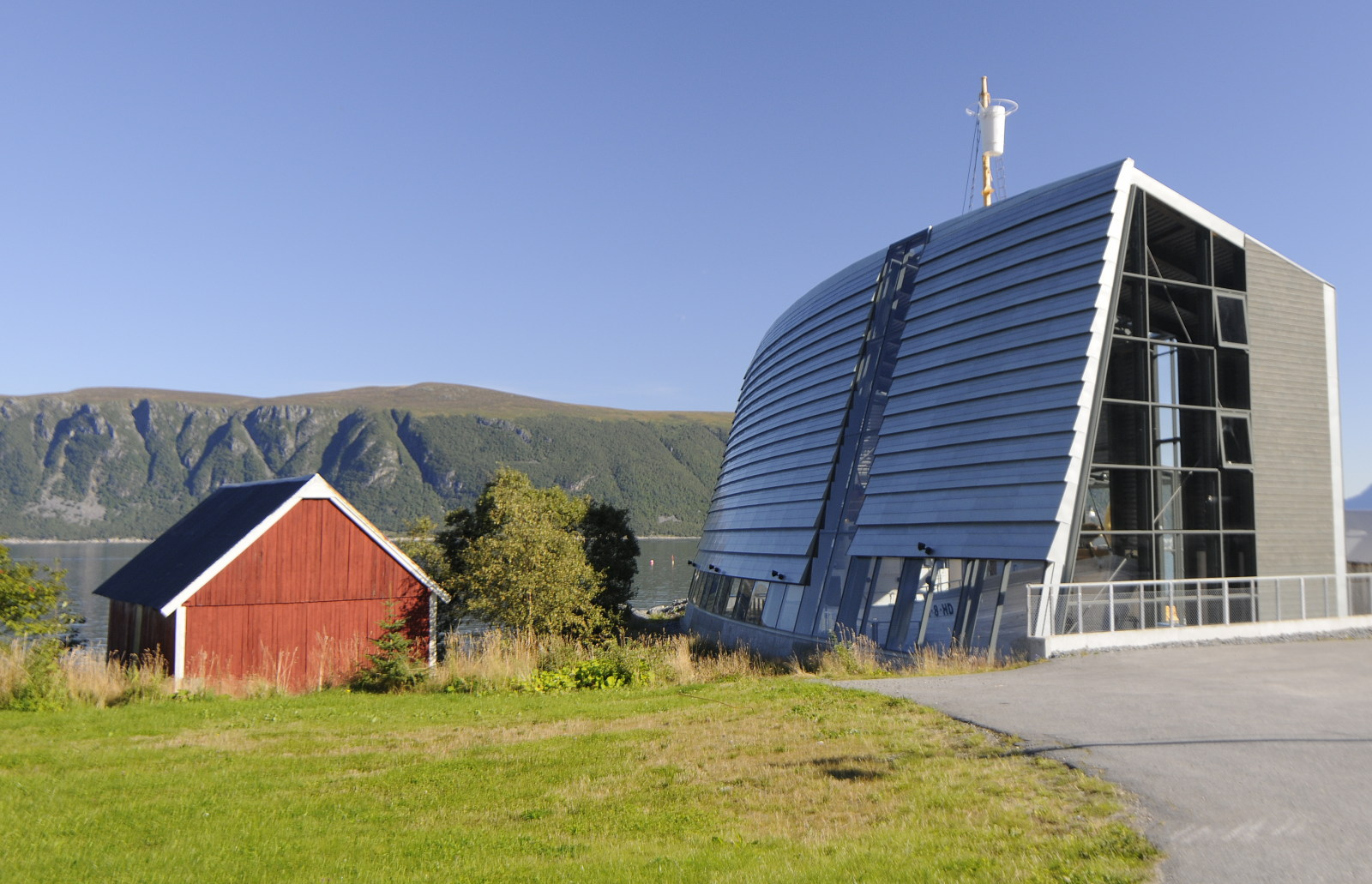